# Кабинет Катайнена
Кабинет Катайнена (фин. Kataisen hallitus, швед. Regeringen Katainen) — 72-й кабинет министров Финляндии, который возглавляет Юрки Катайнен. Сформирован 22 июня 2011, закончил свою работу 24 июня 2014 года, когда президент Финляндии Саули Нийнистё утвердил отставку премьер-министра Катайнена и назначил новый кабинет министров во главе с Александром Стуббом.
Распределение постов министров в кабинете Катайнена между парламентскими партиями на момент создания правительства было следующим:
- Национальная коалиция (Кокоомус): премьер-министр, министр социальной защиты и здравоохранения, министр экономики, министр государственного управления и местного самоуправления, министр европейских дел и внешней торговли, министр сельского и лесного хозяйства;
- Социал-демократическая партия: министр финансов, министр иностранных дел, министр здравоохранения и социального обеспечения, министр образования, министр труда, министр жилищного строительства и связи;
- Левый союз: министр транспорта, министр культуры и спорта;
- Зелёный союз: министр охраны окружающей среды, министр развития (министр по делам сотрудничества в целях развития);
- Шведская народная партия: министр юстиции, министр обороны;
- Христианские демократы: министр внутренних дел.

В 2011—2012 годах со стороны оппозиции было подано 10 интерпелляций, но доверие к правительству со стороны депутатов продолжает сохраняться.
В 2013 году отмечался рост интернет-угроз, направляемых в адрес министров, в связи с чем начальник службы безопасности госсовета Тимо Хяркёнен призвал министров незамедлительно сообщать обо всех случаях в службу безопасности.
В июле 2013 года по результатам опроса YLE, рейтинг «Коалиционной партии» упал до 18,8 %, а СДП — до исторически низкого уровня в 15,6 %, а самой популярной партией оказался оппозиционный «Центр» с рейтингом в 22,8 %, что по мнению экспертов может привести к параличу правительства.
На переговорах о бюджетных рамках, проходивших в конце марте 2014 года, предложения, внесённые главами правящих партий, были отклонены парламентской фракцией «Левого союза» как «ухудшающие положение малоимущих». 25 марта лидер партии Пааво Архинмяки (министр культуры и спорта) заявил о том, что «Левый союз» выходит из правительства по причине несогласия с предложенными сокращениями расходов. Архинмяки, а также министр транспорта Мерья Кюллёнен подали со своих министерских постов в отставку. 31 марта руководителями правящих партий было принято решение о том, что вакантные министерские посты перейдут к Социал-демократической партии (портфель министра культуры и спорта) и Коалиционной партии (портфель министра транспорта), однако новых лиц в правительство введено и не будет. Катайнен сообщил, что такое решение было принято, «отчасти, по соображениям экономии средств». Обязанности министра транспорта были возложены на Хенну Вирккунен, министра по делам государственной администрации и местного самоуправления, её новая должность называется Министр транспорта и по делам местного самоуправления (фин. Liikenne- ja kuntaministeriksi). Обязанности министра культуры и спорта большей частью перешли к Пие Вийтанен, занимавшей пост министра жилищного строительства и связи; её новая должность называется Министр культуры и жилищной политики (фин. Kulttuuri- ja asuntoministeri), она будет отвечать за культуру, жилищную политику и спорт. Вопросы связи от Вийтанен перешли к министру образования Кристе Киуру, её новая должность называется Министр образования и связи (фин. Opetus- ja viestintäministeri). Вопросы обеспечения равных возможностей, входившие в обязанности министра культуры и спорта, перешли к министру базовых услуг Сусанне Хуовинен. От своих должностей Архинмяки и Кюллёнен были освобождены 4 апреля 2014 года, с этого же дня Вирккунен, Вийтанен, Киуру и Хуовинен приступили к исполнению своих новых обязанностей.
5 апреля 2014 года Катайнен заявил о том, что на съезде Коалиционной партии в июне не будет выдвигать свою кандидатуру на пост председателя и, соответственно, покинет пост премьер-министра после выборов нового партийного лидера, который должен будет сформировать новое правительство.

## Состав кабинета министров
| Министр                                                    | Министр | Срок полномочий                                                      | Партия | Партия         |
| ---------------------------------------------------------- | --- | -------------------------------------------------------------------- | ------ | -------------- |
|                                                            | Премьер-министр Финляндии Катайнен, Юрки | 22.6.2011 — 24.06.2014                                               |        | Кокоомус       |
| Министерство финансов Финляндии                            | |                                                                      |        |                |
|                                                            | Министр финансов Финляндии и заместитель премьер-министра Урпилайнен, Ютта Ринне, Антти                                                                                              | 22.6.2011 — 6.6.2014 6.6.2014 — 24.06.2014                           |        | СДП            |
|                                                            | Министр государственного управления и местного самоуправления, заместитель министра финансов Вирккунен, Хенна (с 04.04.2014 — Министр транспорта и по делам местного самоуправления) | 22.6.2011 — 04.04.2014                                               |        | Кокоомус       |
| Министерство иностранных дел Финляндии                     | |                                                                      |        |                |
|                                                            | Министр иностранных дел Финляндии Туомиоя, Эркки | 22.6.2011 — 24.06.2014                                               |        | СДП            |
|                                                            | Министр европейских дел и внешней торговли Стубб, Александр | 22.6.2011 — 24.06.2014                                               |        | Кокоомус       |
|                                                            | Министр развития (министр по делам сотрудничества в целях развития) Хаутала, Хейди Хаависто, Пекка                                                                                   | 22.6.2011 — 17.10.2013 17.10.2013 — 24.06.2014                       |        | Зелёные        |
| Министерство юстиции Финляндии                             | |                                                                      |        |                |
|                                                            | Министр юстиции Финляндии Хенрикссон, Анна-Майя | 22.6.2011 — 24.06.2014                                               |        | Швед.          |
| Министерство внутренних дел Финляндии                      | |                                                                      |        |                |
|                                                            | Министр внутренних дел Финляндии Рясянен, Пяйви | 22.6.2011 — 24.06.2014                                               |        | ПХД            |
| Министерство обороны Финляндии                             | |                                                                      |        |                |
|                                                            | Министр обороны Финляндии Валлин, Стефан Хаглунд, Карл | 22.6.2011 — 5.7.2012 5.7.2012 — 24.06.2014                           |        | Швед.          |
| Министерство образования и культуры Финляндии              | |                                                                      |        |                |
|                                                            | Министр образования Финляндии Густафссон, Юкка Киуру, Криста (с 04.04.2014 — Министр образования и связи)                                                                            | 22.6.2011 — 23.5.2013 24.5.2013 — 04.04.2014                         |        | СДП            |
|                                                            | Министр культуры и спорта Финляндии Архинмяки, Пааво Министр культуры и жилищной политики Вийтанен, Пиа                                                                              | 22.6.2011 — 04.04.2014 04.04.2014 — 24.06.2014                       |        | Левые СДП      |
| Министерство сельского и лесного хозяйства Финляндии       | |                                                                      |        |                |
|                                                            | Министр сельского и лесного хозяйства Коскинен, Яари | 22.6.2011 — 24.06.2014                                               |        | Кокоомус       |
| Министерство транспорта и связи Финляндии                  | |                                                                      |        |                |
|                                                            | Министр транспорта Финляндии Кюллёнен, Мерья Министр транспорта и по делам местного самоуправления Вирккунен, Хенна                                                                  | 22.6.2011 — 04.04.2014 04.04.2014 — 24.06.2014                       |        | Левые Кокоомус |
|                                                            | Министр жилищного строительства и связи Киуру, Криста Вийтанен, Пиа (с 04.04.2014 стала министром культуры и жилищной политики) Министр образования и связи Киуру, Криста            | 22.6.2011 — 23.5.2013 24.5.2013 — 04.04.2014 04.04.2014 — 24.06.2014 |        | СДП            |
| Министерство экономики и занятости Финляндии               | |                                                                      |        |                |
|                                                            | Министр экономики Финляндии Хякямиес, Юри Министр промышленности Финляндии Вапаавуори, Ян                                                                                            | 22.6.2011 — 16.11.2012 16.11.2012 — 24.06.2014                       |        | Кокоомус       |
|                                                            | Министр труда Финляндии Ихалайнен, Лаури | 22.6.2011 — 24.06.2014                                               |        | СДП            |
| Министерство социальной защиты и здравоохранения Финляндии | |                                                                      |        |                |
|                                                            | Министр социального обеспечения и здравоохранения Финляндии Рисикко, Паула | 22.6.2011 — 24.06.2014                                               |        | Кокоомус       |
|                                                            | Министр базовых услуг Финляндии Гузенина-Ричардсон, Мария Хуовинен, Сусанна | 22.6.2011 — 23.5.2013 24.5.2013 — 24.06.2014                         |        | СДП            |
| Министерство охраны окружающей среды Финляндии             | |                                                                      |        |                |
|                                                            | Министр охраны окружающей среды Финляндии Нийнистё, Вилле | 22.6.2011 — 24.06.2014                                               |        | Зелёные        |